# Eulemur sanfordi
El lémur marrón de Sanford (Eulemur sanfordi) es una especie de primate estrepsirrino de la familia Lemuridae. Es endémico de la isla de Madagascar, en específico de su región norte y este.
Posee hábitos arbóreos y es un animal diurno.